# Данкийо
Данкийо (от др.-греч. Τὸ ἀγγεῖον) — слово, обозначающее понтийский тулум — инструмент, напоминающий волынку. Состоял из мешка из кожи ягнёнка, трубки для пополнения воздуха и двойного авлоса в качестве чантера, последнее и отличает данкийо от других волынок, использующих одинарные мелодические трубки.

## История
Впервые слово встречается в 17 веке, о нём в одном из своих текстов упоминает Эвлия Челеби: «Лазы из Трабзона изобрели волынку, называемую Данкийо». На данкийо играли в деревнях в окрестностях Трабзона и Ризе. Похожие волынки с ещё меньшим количеством отверстий встречались на греческих островах. Сам инструмент широко был распространён среди понтийцев на территории греческой Македонии.